# Conjoint analys
Conjoint analys är en statistisk teknik för att undersöka multivariabla samband inom den matematiska psykologin.
Conjoint analys har utvecklats av professor Paul Green vid University of Pennsylvania. Andra framstående pionjärer är Richard Johnson (grundare av Sawtooth Software) som utvecklat Adaptive Conjoint på 1980-talet och Jordan Louviere (med en doktorsexamen från University of Iowa och chef för Centre for the Study of Choice vid University of Technology i Sydney) som uppfann och utvecklade ”Choice-based” synsättet och därmed sammanhängande tekniker som MaxDiff.
Syftet med conjoint analys är att avgöra vilken kombination av ett begränsat antal attribut som är mest inflytelserik avseende respondentens val eller beslutsfattande. Till skillnad från de flesta andra frågetekniker innebär conjoint att man tar hänsyn till alla eller många av egenskaperna på samma gång, i de flesta fall mäter man annars endast en sak/egenskap per frågeställning, dvs disjoint.

## Conjoint analys vid marknadsanalyser
Conjoint analys används i marknadsanalyser för att avgöra hur människor värderar olika egenskaper som utgör en enskild produkt eller tjänst.
Valen av produkter/egenskaper kan användas för att skapa marknadsmodeller som uppskattar marknadsandel, intäkter och även lönsamheten i nuvarande och nya produkter, baserade på olika kombinationer av de egenskaper som mäts. 